# The Perfect Clue
The Perfect Clue è un film del 1935 diretto da Robert G. Vignola.

## Produzione
Il film fu prodotto dalla Larry Darmour Productions e dalla Majestic, una delle case di produzione definite Powerty Row.

## Distribuzione
Il film uscì nelle sale cinematografiche USA il 13 marzo 1935.
La pellicola era considerata perduta, ma ne è stata ritrovata una copia in 16 mm da cui sono stati tratti dei DVD per il mercato USA. Nel 2007, fu distribuito dalla Sinister Cinema, nel 2008, dall'Alpha Video Distributors.